# Central hidroeléctrica de Vau i Dejës
La central hidroeléctrica de Vau i Dejës es una central hidroeléctrica en el río Drin, en Albania, cerca de Vau i Dejës. Finalizada en 1973, el proyecto consta de cinco turbinas de origen chino, cada una con una capacidad nominal de 52 MW, con una capacidad instalada total de 260 MW.